# Кларк, Крис (диджей)
Кри́стофер Сти́вен Кла́рк (29 августа 1979, Сент-Олбанс, Великобритания) — британский музыкант и диджей. В 2006 году, с выходом мини-альбома Throttle Furniture, сократил свой сценический псевдоним до Clark [Кла́рк]. В данный момент проживает в Берлине.
Крис Кларк выпустил два альбома под своим именем Chris Clark: Clarence Park (2001) и Empty The Bones Of You (2003), и пять под сокращённым псевдонимом: Body Riddle (2006), Turning Dragon (2008), Totems Flare (2009), Iradelphic (2012) и Clark (2014)
Творчество Кларка можно отнести к IDM, по звучанию его музыка близка к Aphex Twin, Boards of Canada, Plaid.

## Музыкальная карьера
В возрасте 21 года Крис Кларк отправил аудиокассету с демозаписями лейблу Warp Records и в скором времени выпустил свой первый альбом Clarence Park, названный в честь парка отдыха, который находится в его родном городе — Сент-Олбансе. Спустя два года последовал второй альбом под названием Empty the Bones Of You, в котором музыкант изменил настроение своей музыки в более мрачную сторону.
В 2006 году, с выходом мини-альбома Throttle Furniture и альбома Body Riddle, Кристофер сокращает свой псевдоним до Clark, усложняет свой звук, а также начинает давать концерты со своим другом — барабанщиком Робом Ли, он же Wax Stag. Видео на композицию «Ted» из альбома было отмечено сайтом Pitchfork, как одно из лучших за 2007 год.
В 2010 и 2012 годах работал над звуковым сопровождением спектакля Tilted Fawn.

## Дискография

### Альбомы
- Clarence Park, 2001
- Empty the Bones of You, 2003
- Body Riddle, 2006
- Turning Dragon, 2008
- Totems Flare, 2009
- Iradelphic, 2012
- Feast / Beast, 2013
- Clark, 2014
- The Last Panthers (2016)
- Death Peak (2017)
- Playground In A Lake (2021)
- Sus Dog (2023)

### Мини-альбомы
- Ceramics Is The Bomb 2003
- Throttle Furniture 2006
- Throttle Clarence 2006
- Ted E.P. 2007
- Throttle Promoter 2007
- Growls Garden 2009
- Fantasm Planes 2012